# Raión de Jojolski
El raión de Jojolski (ruso: Хохо́льский райо́н) es un distrito administrativo y municipal (raión) ruso perteneciente a la óblast de Vorónezh. Se ubica en el noroeste de la óblast. Su capital es Jojolski.
En 2021, el raión tenía una población de 29 639 habitantes.
El río Don fluye por el este del raión, y sus alrededores albergan aquí uno de los principales yacimientos arqueológicos de Rusia, el complejo arqueológico Kostionki-Borshchovo. El territorio del raión es limítrofe al noreste con el ókrug urbano de la capital regional Vorónezh, y al sureste con el de Novovorónezh.

## Subdivisiones
Comprende 36 localidades. Como consecuencia de varias fusiones de gobiernos locales que tuvieron lugar entre 2011 y 2015, estas localidades se agrupan en solamente doce ayuntamientos, que son el asentamiento de tipo urbano de Jojolski (la capital) y los siguientes once asentamientos rurales:
- Arjánguelskoye
- Borshchovo
- Gremiachye
- Kostionki
- Kochetovka
- Novogremiáchenskoye
- Óskino
- Petino
- Semidesiátnoye
- Staronikólskoye
- Yáblochnoye